# Voodoo Child (Slight Return)
Voodoo Child (Slight Return) è una canzone del gruppo musicale The Jimi Hendrix Experience, contenuta nel terzo e ultimo LP del gruppo, Electric Ladyland del 1968. Successivamente il brano venne anche pubblicato come singolo nel 1970.
La canzone si è classificata alla posizione numero 101 nella lista delle "500 migliori canzoni di sempre" redatta dalla rivista Rolling Stone.
Il brano venne registrato da Hendrix nel 1968, e in seguito fu ripubblicato su singolo dopo la morte del chitarrista nel 1970. Era il lato A di un singolo costituito da tre tracce, e raggiunse la prima posizione in classifica in Gran Bretagna. Sul 45 giri il brano venne erroneamente indicato come Voodoo Chile (Track 2095 001), che invece era il titolo della lunga jam blues anch'essa presente nell'album Electric Ladyland. La B-side del singolo conteneva due precedenti successi di Hendrix: Hey Joe e All Along the Watchtower.

## Il brano

### Origine e storia
La genesi di Voodoo Child (Slight Return) è chiaramente rintracciabile in Voodoo Chile, la lunga jam session blues suonata dal vivo in studio con la partecipazione di Steve Winwood in qualità di musicista ospite. Il 3 maggio 1968 (il giorno dopo la registrazione di Voodoo Chile), una troupe televisiva della ABC filmò i Jimi Hendrix Experience mentre suonavano il pezzo. Come Hendrix spiegò:
La canzone diventò subito uno dei capisaldi delle esibizioni dal vivo di Hendrix, durante le quali il pezzo aveva una durata variabile dai 7 ai 18 minuti a seconda dei casi. Il brano rese celebre il wah wah Dunlop Cry Baby. Notevoli esecuzioni del brano furono suonate al Festival di Woodstock e in vari show del 1969 alla Royal Albert Hall. Nel disco live dei Band of Gypsys intitolato Live at the Fillmore East, Hendrix si riferisce alla canzone definendola «l'inno nazionale delle Pantere Nere».

## Tracce singolo
1. Voodoo Child (Slight Return) (Jimi Hendrix) - 5:12
2. Hey Joe (Billy Roberts) - 3:30
3. All Along the Watchtower (Bob Dylan) - 4:01

## Formazione
- Produttore: Jimi Hendrix
- Tecnico del suono: Eddie Kramer
- Chitarra, voce, percussioni: Jimi Hendrix
- Basso: Noel Redding
- Batteria, percussioni: Mitch Mitchell

## Cover
- Il gruppo argentino Divididos ha reinterpretato il brano nel loro disco Acariciando lo Áspero.[6]
- La canzone è stata suonata durante una jam session tra Joe Satriani, Steve Vai e Yngwie Malmsteen al G3: Live in Denver nel 2003.
- La celebre introduzione della canzone con l'effetto wah-wah veniva spesso suonata da Slash dei Guns N' Roses prima del loro brano Civil War durante lo Use Your Illusion Tour.[7]
- Buddy Guy dal vivo.
- Ben Harper dal vivo.[8]
- I Pearl Jam dal vivo.[9]
- Angélique Kidjo nel suo album del 1998 Oremi'.
- Yngwie Malmsteen sull'album The Genesis.
- Mick Mars dei Mötley Crüe utilizzava stralci della canzone durante i suoi assoli di chitarra nel Carnival of Sins tour del 2006 e durante il Cruefest nel 2008.
- L'album The Gil Evans Orchestra Plays the Music of Jimi Hendrix contiene una curiosa rilettura in chiave jazz della canzone.
- Gabriel Ríos e Jef Neve in una versione acustica apparsa sull'album Angelhead/Morehead.
- Rob Thomas e Robert Randolph.
- Stevie Ray Vaughan nel suo album del 1984 Couldn't Stand the Weather. Stevie suonò la canzone durante tutta la sua carriera, e altre esecuzioni del brano sono presenti nell'album Live Alive del 1986, e in molti filmati di suoi concerti.
- I Top of the Poppers nel 1970, la loro versione venne successivamente pubblicata sul disco The Best of Top of the Pops '70 (Hallmark HALMCD 1037).
- John Mayer suonò la canzone dal vivo.
- Steve Winwood e Eric Clapton hanno reinterpretato la canzone durante loro concerti nel 2010.
- Campionamenti tratti da Voodoo Child (Slight Return) sono presenti nella canzone del rapper KMFDM We Must Awaken sull'album Money.
- Kenny Wayne Shepherd insieme alla sua band live al Guitar Center's King of the Blues 2007.[10]
- I Bud Spencer Blues Explosion dal vivo e nel loro EP Fuoco Lento.
- Alex Britti ne ha realizzata una versione acustica dal vivo durante un programma di Red Ronnie.

## Altri usi
- La canzone è stata inserita nella colonna sonora di parecchi film, tra i quali: Payback - La rivincita di Porter, I dominatori dell'universo, Nel nome del padre, Trappola in alto mare, Quasi famosi, Black Hawk Down, Flashback.
- In aggiunta, il brano veniva anche utilizzato come "theme music" (musica d'entrata) dal wrestler Hulk Hogan, durante il periodo passato alla WCW negli anni novanta, e successivamente nella federazione TNA.
- Nel 2011 è stata utilizzata come sigla di Delitti rock, programma RAI condotto da Massimo Ghini.